# Стайнберг, Джонни
Джонни Стайнберг (англ. Jonny Steinberg; род. 22 марта 1970, Йоханнесбург, ЮАР) — южноафриканский журналист, писатель и исследователь. Является автором нескольких книг, связанных с переходом Южно-Африканской Республики к демократии, а также нескольких работ о тюремных бандах ЮАР, в том числе научной монографии.

## Биография
Джонни Стайнберг родился и вырос в Южной Африке. Он окончил бакалавриат и магистратуру в Витватерсрандском университете в Йоханнесбурге и получил докторскую степень по политической теории в Оксфордском университете, где учился по стипендии Родса. Стайнберг работал журналистом в национальной ежедневной газете Южной Африки, писал сценарии для телевизионных сериалов и был консультантом правительства ЮАР по вопросам политики уголовного правосудия. С 2011 по 2019 год он читал лекции на кафедре Африканских исследований в Оксфордском университете.
В 2023 году Стайнберг выпустил книгу о Винни и Нельсоне Манделе Winnie & Nelson: Portrait of a Marriage, за которую был удостоен премии Национального круга книжных критиков США в категории «Биография». Кроме того, его работа вошла в списки лучших книг года по версии таких изданий, как The New Yorker, The Spectator и The Times Literary Supplement.

## Награды и премии
- 2003 — Литературная премия газеты Sunday Times[англ.] (Midlands)[9]
- 2005 — Литературная премия газеты Sunday Times (The Number[англ.])[9]
- 2013 — Литературная премия Уиндхема–Кэмпбелла[англ.]
- 2020 — Recht Malan Prize за нон-фикшн (One Day in Bethlehem)[10]
- 2023 — Премия Национального круга книжных критиков (Winnie & Nelson: Portrait of a Marriage)[5]
- 2024 — Литературная премия газеты Sunday Times (Winnie & Nelson: Portrait of a Marriage)[11]